# Хьюэн, Сэм
Сэм Хью́эн (в русскоязычных источниках также встречается неправильное Юэн; англ. Sam Heughan, МФА [sæm 'hjuːən]; род. 30 апреля 1980, Нью-Галлоуэй, Шотландия) — шотландский актёр театра, кино и телевидения.

## Биография
Родился 30 апреля 1980 года на юго-востоке Шотландии, в небольшом городе Нью-Галлоуэй, в семье Кристин (Крисси) и Дэвида Хьюэнов. Родители, бывшие члены лондонского сообщества хиппи «Сады Гэндальфа» (англ. Gandolf’s Garden) и большие поклонники «Властелина колец», назвали своих детей в честь персонажей книги: Кирдана и Сэмуайза. Детство провёл в деревне Балмаклеллан с сотней жителей, где вырос в жилом доме, перестроенном из конюшен старинного замка. Отец ушёл из семьи, когда Сэму было 3 года. Мать бралась за любой случайный заработок, чтобы обеспечить двоих сыновей.
В 12 лет переехал в Эдинбург вместе с матерью, которая в 30 лет решила поступить в художественный колледж, чтобы изучать рисование.
В Эдинбурге поступил в школу имени Джеймса Гиллеспи, но через год перевёлся в эдинбургскую школу Рудольфа Штейнера.
После окончания школы два года путешествовал по Европе и Америке. Вернувшись в Шотландию, присоединился к труппе молодёжного театра «Лицеум» (англ. Lyceum Youth Theatre) в Эдинбурге, а в 2000 году, окончательно решив стать актёром, поступил в Королевскую шотландскую академию музыки и драматического искусства в Глазго.

### Актёрская карьера
После скромного театрального дебюта в детском рождественском представлении получил одну из главных ролей в постановке эдинбургского театра «Траверс». Новая пьеса шотландского драматурга Дэвида Грега «Далёкие острова» рассказывала историю двух энтомологов, в преддверии Второй мировой занятых исследованием птиц на небольшом пустынном шотландском острове. После премьеры, состоявшейся в 2002 году на эдинбургском фестивале искусств, пьеса завоевала несколько наград и была положительно встречена критиками. Представления успешно продолжились в Королевском придворном театре на лондонском Вест-Энде, на фестивале в Торонто, а затем и в гастрольном туре по Шотландии, где актёр и провёл большую часть второго и третьего курса в академии.
В 2003 роль в пьесе «Далёкие острова» была отмечена номинацией на престижную театральную премию Лоренса Оливье в категории «Самый многообещающий исполнитель» (англ. Most Promising Performer), театральный критик Чарльз Спенсер из The Daily Telegraph включил сцену с участием Хьюэна и актрисы Лесли Харт в пятёрку лучших эротических сцен в театре, а газета The Scotsman поставила на 8 место среди 100 самых желанных холостяков 2002 года.
После окончания учёбы начал сниматься для телевидения и кино. Первое появление на экране состоялось в роли второго плана в шестисерийном мини-сериале британского телеканала ITV «Война на острове» об оккупации Нормандских островов. А первой киноработой стала главная роль в фильме «Молодой Александр Великий» совместного производства США, Великобритании, Греции и Египта. Фильм, где также снялись Лорен Коэн и Пол Телфер, должен был стать первым проектом собственной компании продюсера «Супермена» Ильи Залкинда, но после окончания съёмок так и не вышел в прокат. В этом же году рассматривался как один из претендентов на главную роль в «Возвращение Супермена» Брайана Сингера, но уступил её Брэндону Рауту.
В 2005 году вернулся к театральной карьере в роли Пахаря в постановке театра «Ситизенс» одной из самых популярных шотландских пьес «Ножи в курицах» Дэвида Харроуэра, мистической притче о троих обитателях глухой деревни: Женщине, Мельнике и Пахаре.
Следующие несколько лет продолжал играть на сценах шотландских театров и на телевидении, включая постоянные роли в двух мыльных операх. В мыльной опере шотландского телеканала BBC One Scotland «Город на реке» в течение двух сезонов (2005—2006) исполнял роль звезды футбола Эндрю Марри. А роль наркодилера Скотта Нилсена в одиннадцатом сезоне (2009) мыльной оперы телеканала BBC One «Врачи» принесла актёру номинацию на премию British Soap Awards в категории «Лучший злодей».
В 2010 сыграл главную роль в биографической драме телеканала BBC Two «Первый свет», снятой по роману пилота Джеффри Веллума в рамках 70-летнего юбилея битвы за Британию.
Среди театральных работ за пределами Шотландии самыми заметными стали роли в театральной версии романа «Талантливый мистер Рипли» (2010) вместе с Кайлом Соллером (Рипли) и Мишель Райан (Мардж) и экспериментальной постановке об олимпийских чемпионах по плаванью «Амфибии» (2011), представления которой проходили в бывших лондонских викторианских банях, новаторский подход которой был отмечен критиками и несколькими номинациями на премию независимых театров Offies.
За участие в телефильме «Принцесса на Рождество» (2011), романтической мелодраме американского телеканала Hallmark, отмеченной также появлением на экране Роджера Мура в роли второго плана, был номинирован на премию Grace Award вместе с Кэти Макграт в категории «Самый вдохновляющий исполнитель на телевидении».
В 2011 получил главную роль в первом живом представлении по комиксам о Бэтмене. Шоу стоимостью 7,5 млн фунтов стерлингов с 42 актёрами, пиротехническими эффектами, акробатическими элементами, 105-футовым экраном и объемными декорациями стало одним из самых дорогостоящих театрализованных постановок в Великобритании. Batman Live посетил 15 стран и было успешно принят как в Великобритании, так и в США, хотя критики отмечали, что шоу ориентировано в первую очередь на детей. Но, несмотря на отзывы, гастроли по США были окончены раньше времени из-за плохих кассовых сборов и запланированный пятилетний тур был завершён через 1,5 года.
После неоднократных неудачных прослушиваний для телевидения США (в частности неоднократно пробовался на различные роли для фэнтези-телесериала «Игра престолов») был утверждён на одну из главных ролей в новом телесериале «Чужестранка» телеканала Starz по мотивам популярной серии романов Дианы Гэблдон. После выхода на экран «Чужестранка» была награждена премиями «Выбор народа» как любимое научно-фантастическое/фэнтези-шоу на кабельном телевидении и «Выбор телевизионных критиков» как самый впечатляющий новый телесериал. Успех телесериала привёл к всплеску популярности актёра на территории США, но оставил малоизвестным в Великобритании. Телеканал BBC America назвал его любимым британским актёром 2014 года, а журнал TV Guide объявил Хьюэна и его партнёршу Катрину Балф лучшей экранной парой 2014 года. Работа в телесериале также была отмечена номинацией на премию «Сатурн» в категории «Лучший телеактёр второго плана».
Помимо участия в телефильмах и телесериалах сыграл в ролях первого плана в нескольких малобюджетных независимых кинофильмах: британском нуар-триллере «Эмульсия» (2013, съёмки — 2010) индийского режиссёра Суки Сингха о человеке, одержимом поисками своей таинственно пропавшей жены; комедийной драме «Сердце света» (2014, съёмки — 2013) норвежца Яна Вардёэна о нарколептике, снимающем фильм по пьесе Генрика Ибсена за полярным кругом, и американской фантастической чёрной комедии «Когда гаснут звёзды» (2015) Адама Сигала о писателе, обнаружившем, что он может переписать своё прошлое.

### Другие проекты
В 2010—2012 был лицом экспортной рекламной кампании шотландского светлого пива Tennent's Lager, дважды выигравшей приз Scottish Advertising Awards в категории «Лучшая рекламная кампания на телевидении».
В 2013 снялся в клипе на песню «I Want You To Stay» поп-фолк-музыканта Робби Бойда.

### Общественная деятельность
Вместе с группой своих фанатов занимается сбором пожертвования для британского благотворительного общества исследования лейкемии и лимфомы (англ. Leukaemia & Lymphoma Research), организовал компанию My Peak Challenge и участвует в марафонах и соревнованиях по триатлону и в его поддержку. C 2013 является официальным покровителем сообщества молодёжных театров Шотландии (англ. Youth Theatre Arts Scotland), в одном из которых начинал свою актёрскую карьеру.

## Роли в театре
| Дата постановки                 | Место проведения                                                                                      | Русское название         | Оригинальное название  | Автор                                  | Режиссёр                                                                                   | Роль                      |
| ------------------------------- | --- | ------------------------ | ---------------------- | -------------------------------------- | ------------------------------------------------------------------------------------------ | ------------------------- |
| 27 ноября — 22 декабря 2001     | Citizens Theatre, Глазго                                                                              | Семейство Твит           | The Twits              | Дэвид Вуд по рассказу Роальда Даля     | Кенни Миллер                                                                               | птица                     |
| 12 июля — 24 августа 2002       | Traverse Theatre, Эдинбург                                                                            | Далёкие острова          | Outlying Islands       | Дэвид Грег                             | Филип Хауард Traverse Theatre                                                              | Джон                      |
| 5 — 28 сентябрь 2002            | Royal Court Theatre Upstairs, Лондон                                                                  | Далёкие острова          | Outlying Islands       | Дэвид Грег                             | Филип Хауард Traverse Theatre                                                              | Джон                      |
| 9 — 13 апреля 2003              | du Maurier Theatre, Торонто                                                                           | Далёкие острова          | Outlying Islands       | Дэвид Грег                             | Филип Хауард Traverse Theatre                                                              | Джон                      |
| 24 апреля — 10 мая 2003         | Traverse Theatre, Эдинбург                                                                            | Далёкие острова          | Outlying Islands       | Дэвид Грег                             | Филип Хауард Traverse Theatre                                                              | Джон                      |
| 13 — 17 мая 2003                | Citizens Theatre, Глазго                                                                              | Далёкие острова          | Outlying Islands       | Дэвид Грег                             | Филип Хауард Traverse Theatre                                                              | Джон                      |
| 20 — 24 мая 2003                | Adam Smith Theatre, Керколди                                                                          | Далёкие острова          | Outlying Islands       | Дэвид Грег                             | Филип Хауард Traverse Theatre                                                              | Джон                      |
| 27 — 29 мая 2003                | Salisbury Playhouse, Солсбери                                                                         | Далёкие острова          | Outlying Islands       | Дэвид Грег                             | Филип Хауард Traverse Theatre                                                              | Джон                      |
| 3 — 28 июня 2003                | гастроли по Шотландии                                                                                 | Далёкие острова          | Outlying Islands       | Дэвид Грег                             | Филип Хауард Traverse Theatre                                                              | Джон                      |
| 3 — 12 февраля 2005             | Tron Theatre, Глазго                                                                                  | Ножи в курицах           | Knives in Hens         | Дэвид Хэрроуэр                         | Гай Холландс TAG Theatre Company                                                           | Жеребчик Уильям (Пахарь)  |
| 14 февраля — 7 марта 2005       | гастроли по Шотландии                                                                                 | Ножи в курицах           | Knives in Hens         | Дэвид Хэрроуэр                         | Гай Холландс TAG Theatre Company                                                           | Жеребчик Уильям (Пахарь)  |
| 8 — 12 марта 2005               | Traverse Theatre, Эдинбург                                                                            | Ножи в курицах           | Knives in Hens         | Дэвид Хэрроуэр                         | Гай Холландс TAG Theatre Company                                                           | Жеребчик Уильям (Пахарь)  |
| 16 марта 2005                   | Howden Park Centre, Ливингстон                                                                        | Ножи в курицах           | Knives in Hens         | Дэвид Хэрроуэр                         | Гай Холландс TAG Theatre Company                                                           | Жеребчик Уильям (Пахарь)  |
| 22 января — 10 марта 2007       | Royal Exchange Theatre, Манчестер                                                                     | Водоворот                | The Vortex             | Ноэл Кауард                            | Джо Комбс                                                                                  | Том Верян                 |
| 21 сентября — 13 октября 2007   | Citizens Theatre, Глазго                                                                              | Гамлет                   | Hamlet                 | Уильям Шекспир                         | Доминик Хилл                                                                               | Фортинбрас / Гильденстерн |
| 30 октября — 24 ноября 2007     | Traverse Theatre, Эдинбург                                                                            | Искатель жемчуга         | The Pearlfisher        | Иан Финли Маклауд                      | Филип Хауард                                                                               | Родерик / Эдди            |
| 12 — 29 марта 2008              | Dundee Repertory Theatre, Данди                                                                       | Ромео и Джульетта        | Romeo And Juliet       | Уильям Шекспир                         | Джеймс Брайнинг                                                                            | Парис                     |
| 12 сентября — 11 октября 2008   | Royal Lyceum Theatre, Эдинбург                                                                        | Макбет                   | Macbeth                | Уильям Шекспир                         | Люси Питман-Уоллес Royal Lyceum Theatre                                                    | Малкольм / убийца         |
| 22 октября — 15 ноября 2008     | Playhouse, Ноттингем                                                                                  | Макбет                   | Macbeth                | Уильям Шекспир                         | Люси Питман-Уоллес Royal Lyceum Theatre                                                    | Малкольм / убийца         |
| 12 февраля — 2 мая 2009         | Duchess Theatre, Данди                                                                                | Чума над Англией         | Plague Over England    | Николас де Йонг                        | Тамара Харви                                                                               | Грегори                   |
| 17 сентября — 9 октября 2010    | Royal & Derngate, Нортгемптон                                                                         | Талантливый мистер Рипли | The Talented Mr Ripley | Филлис Надь по роману Патриции Хайсмит | Раз Шоу                                                                                    | Дикки Гринлиф             |
| 4 — 28 января 2011              | Bridewell Theatre, Лондон                                                                             | Амфибии                  | Amphibians             | Стив Уотерс                            | Крессида Браун Offstage Theatre                                                            | Макс                      |
| 19 — 24 июля 2011               | Manchester Evening News Arena, Манчестер                                                              | Batman Live              | Batman Live            | Аллан Хейнберг                         | Энтони Ван Лааст Джеймс Пауэлл World Arena Tour при участии Warner Bros и DC Entertainment | Бэтмен / Брюс Уэйн        |
| 27 июля — 8 октября 2011        | гастроли по Великобритании и Ирландии                                                                 | Batman Live              | Batman Live            | Аллан Хейнберг                         | Энтони Ван Лааст Джеймс Пауэлл World Arena Tour при участии Warner Bros и DC Entertainment | Бэтмен / Брюс Уэйн        |
| 19 октября 2011 — 11 марта 2012 | гастроли по Европе (Дания, Швеция, Нидерланды, Франция, Бельгия, Австрия, Германия, Швейцария, Чехия) | Batman Live              | Batman Live            | Аллан Хейнберг                         | Энтони Ван Лааст Джеймс Пауэлл World Arena Tour при участии Warner Bros и DC Entertainment | Бэтмен / Брюс Уэйн        |
| 11 апреля — 21 мая 2012         | гастроли по Южной Америке (Бразилия, Чили, Аргентина)                                                 | Batman Live              | Batman Live            | Аллан Хейнберг                         | Энтони Ван Лааст Джеймс Пауэлл World Arena Tour при участии Warner Bros и DC Entertainment | Бэтмен / Брюс Уэйн        |
| 5 сентября — 16 декабря 2012    | гастроли по США                                                                                       | Batman Live              | Batman Live            | Аллан Хейнберг                         | Энтони Ван Лааст Джеймс Пауэлл World Arena Tour при участии Warner Bros и DC Entertainment | Бэтмен / Брюс Уэйн        |
| 25 — 30 июня 2012               | A Play, A Pie and A Pint (в ресторане Òran Mór), Глазго                                               | Король Джон              | King John              | Уильям Шекспир                         | Филип Хауард                                                                               | король Джон               |

## Фильмография
| Год          |     | Русское название              | Оригинальное название                       | Роль                                      |
| ------------ | --- | ----------------------------- | ------------------------------------------- | ----------------------------------------- |
| 2001         | кор | Короткие моменты              | Small Moments                               | парень                                    |
| 2004         | с   | Война на острове              | Island at War                               | Филип Дорр                                |
| 2005—2006    | с   | Город на реке                 | River City                                  | Эндрю Марри                               |
| 2006         | с   | Дикий Запад                   | The Wild West                               | Джон Танстолл (в серии «Билли Кид»)       |
| 2007         | с   | Чисто английские убийства     | Midsomer Murders                            | Иан Кинг (в серии «Королевский кристалл») |
| 2007         | с   | Партийные животные            | Party Animals                               | Эдриан Чаппл (в 7 и 8 серии)              |
| 2007         | тф  | Очень британский секс-скандал | A Very British Sex Scandal                  | Эдвард Макнелли                           |
| 2007         | с   | Ребус: Висячий сад            | Rebus                                       | Питер Карр (в серии «Крестики-нолики»)    |
| 2009         | тф  | Делать всё по-другому         | Breaking the Mould: The Story of Penicillin | доктор Чарльз Флетчер                     |
| 2009         | с   | Врачи                         | Doctors                                     | Скотт Нилсон                              |
| 2010         | ф   | Молодой Александр Великий     | Young Alexander the Great                   | Александр Македонский                     |
| 2010         | тф  | Первый свет                   | First Light                                 | Джеффри Веллум                            |
| 2010         | с   | Сердце всякого человека       | Any Human Heart                             | лейтенант Макстей (во 2 серии)            |
| 2011         | тф  | Принцесса на Рождество        | A Princess for Christmas                    | Эштон, князь Кастлбери                    |
| 2013         | ф   | Эмульсия                      | Emulsion                                    | Ронни Мейз                                |
| 2014         | ф   | Сердце света                  | Heart of Lightness / Søvnløs i Lofoten      | актёр, играющий Лингстранда               |
| 2014 — н. в. | с   | Чужестранка                   | Outlander                                   | Джейми Фрейзер                            |
| 2015         | ф   | Когда гаснут звёзды           | When the Starlight Ends                     | Джейкоб                                   |
| 2018         | ф   | Шпион, который меня кинул     | The Spy Who Dumped Me                       | Себастьян Хеншоу                          |
| 2020         | ф   | Бладшот                       | Bloodshot                                   | капрал Джимми Далтон                      |
| 2021         | ф   | Нетихая жизнь                 | To Olivia                                   | Пол Ньюман                                |
| 2021         | ф   | Спецслужба: Сигнал тревоги    | SAS: Red Notice                             | Том Бекингем                              |
| 2022         | с   | Подозреваемый                 | Suspect                                     | Райан                                     |
| 2023         | ф   | Люби снова                    | Love Again                                  | Роб Бёрнс                                 |
| 2023         | с   | Пара по соседству             | The Couple Next Door                        | Дэнни                                     |
| TBA          | ф   | Жизнь после                   | Days Gone                                   | Дикон Сент-Джон                           |